# Eugenia bacopari
Eugenia bacopari är en myrtenväxtart som beskrevs av Carlos Maria Diego Enrique Legrand. Eugenia bacopari ingår i släktet Eugenia och familjen myrtenväxter. Inga underarter finns listade i Catalogue of Life.